# Mónica, acorralada
Mónica, acorralada  es el vigesimonoveno capítulo de la segunda temporada de la serie de televisión argentina Mujeres asesinas. Este episodio se estrenó el día 24 de octubre de 2006. En el libro este capítulo recibe el nombre de Mónica D., Acorralada.
Este episodio fue protagonizado por Malena Solda, en el papel de asesina. Coprotagonizado por Leonor Manso. También, contó con la actuación especial de la primera actriz Dora Baret.

## Desarrollo

### Trama
Mónica (Malena Solda) es una estudiante de abogacía; vive con su madre Beatriz (Leonor Manso) y desde que ésta queda postrada en una silla de ruedas, se ve obligada a ayudarla en todo momento; pero Beatriz no la deja en paz pidiéndole favores y aunque Mónica la complace en todo, para Beatriz nunca es suficiente. Para ella Mónica todo lo hace mal y de mala manera, por lo que Mónica recibe las humillaciones diarias de su madre. A su vez, Mónica tiene que aguantar a la vecina Beba (Dora Baret), que se entromete y la culpa de cosas sin sentido en relación con cómo atiende a Beatriz. Un día Mónica le presenta a su madre a su novio; desde entonces Beatriz se pone más autoritaria, dice que éste puede ser un ladrón y que por eso no quiere que vaya a la casa. Mónica, cansada de las humillaciones de su madre y de la presión por parte de su vecina, empieza a desquiciarse. Mónica no aguanta más y todo el tiempo le seduce la idea de matar a su madre; llega una tarde en la que tanto su madre como la vecina le colman la paciencia, por eso decide vengarse y acaba matando a su vecina ahorcándola.

### Condena
Mónica fue acusada por homicidio simple. Sus abogados intentaron que fuera declarada inimputable y no lo consiguieron. La condenaron a 12 años de prisión. Su madre la visita dos o tres veces por año.

## Elenco
- Malena Solda
- Leonor Manso
- Dora Baret
- Gonzalo Suárez

## Adaptaciones
- Mujeres asesinas (México): Mónica, acorralada - Irán Castillo